# Murder on My Mind
Singles de YNW Melly
For Real
(2018) Whodie
(2018)
Murder on My Mind (censuré comme Mischief on My Mind) est le troisième single du rappeur américain YNW Melly issu de sa première mixtape I Am You. La chanson a initialement été publiée sur SoundCloud le 4 mars 2017, puis en single par le label 300 Entertainment le 1er juin 2018. Murder on My Mind est considéré comme le plus grand single de YNW Melly et a attiré encore plus d'attention après que le rappeur soit devenu célèbre pour des accusations de double meurtre le 13 février 2019.

## Arrière-plan
YNW Melly imagine le refrain de Murder on My Mind début 2016, lorsqu'il est encore incarcéré pour la première fois à l'âge de 16 ans. En octobre 2018, ses deux amis YNW Sakchaser et YNW Juvy sont assassinés lors d'une fusillade au volant. Selon certaines personnes, Murder on My Mind serait une confession car il y raconte dedans comment il a assassiné son meilleur ami, mais les dates ne concordent pas, la chanson étant publiée en mars 2017.
La chanson a donné naissance à une suite, intitulée Mind on My Murder, qui contient des paroles du point de vue de la victime de la chanson originale.

## Clip
Le clip de la chanson est réalisé par Gabriel Hart et sort le 3 août 2018 sur la chaîne YouTube de YNW Melly. Il compte, au 3 février 2024, plus de 619 millions de vues.

## Performance commerciale
Après l'annonce des accusations de meurtre de YNW Melly le 13 février 2019, Murder on My Mind suscite un intérêt public majeur. Quelques jours plus tard, la chanson atteint le numéro un du classement américain Apple Music. Dans les classements mondiaux, il culmine dans le top 20 aux États-Unis, au Royaume-Uni et en Nouvelle-Zélande, ainsi que dans le top 10 au Canada et en Belgique.